# 沅陵郡
沅陵郡，中国南北朝时设置的郡。
南陈天嘉元年（560年），分武陵郡为通宁郡。太建七年（575年），改通宁郡为沅陵郡。治所在沅陵县（今湖南省沅陵县）。隋朝开皇九年（589年），废除沅陵郡。大业三年（607年），改辰州为沅陵郡。下辖沅陵县、大乡县、辰溪县、龙标县。包括今湖南省沅陵县以西以南沅江流域和贵州省清水江下游一带等地。唐朝武德四年（621年）重新改为辰州。